# Győző Martos
Győző Martos (ur. 15 grudnia 1949 w Budapeszcie) – węgierski piłkarz występujący na pozycji obrońcy.

## Kariera klubowa
Martos zawodową karierę rozpoczynał w 1970 roku w zespole Ferencvárosi TC z Nemzeti Bajnokság I. Jego barwy reprezentował przez 9 lat. W tym czasie zdobył z zespołem mistrzostwo Węgier (1976) oraz 4 Puchary Węgier (1972, 1974, 1976, 1978). W 1979 roku odszedł do ekipy Volán FC, także grającej w Nemzeti Bajnokság I. Spędził tam 2 lata.
W 1981 roku Martos wyjechał do Belgii, by grać w tamtejszym Waterschei Thor Genk. W 1982 roku zdobył z nim Puchar Belgii. W 1984 roku zakończył karierę.

## Kariera reprezentacyjna
W reprezentacji Węgier Martos zadebiutował 15 marca 1977 roku w wygranym 2:0 towarzyskim spotkaniu z Iranem. W 1978 roku został powołany do kadry na Mistrzostwa Świata. Zagrał na nich w meczach z Argentyną (1:2), Włochami (1:3) i Francją (1:3). Z tamtego turnieju Węgry odpadły po fazie grupowej.
W 1982 roku Martos ponownie znalazł się w zespole na Mistrzostwa Świata. Wystąpił na nich w pojedynkach z Salwadorem (10:1), Argentyną (1:4) i Belgią (1:1). Tamten turniej Węgry zakończyły na fazie grupowej.
W latach 1977–1983 w drużynie narodowej Martos rozegrał w sumie 34 spotkania.